# ByeAlex
ByeAlex (венг. Márta Alex; род. 6 июня 1984 года в Кишварде, Венгрия) — венгерский инди-поп-певец, представлявший Венгрию на конкурсе песни «Евровидение 2013» с песней «Kedvesem».

## Биография
Алекс Марта родился 6 июня 1984 года в венгерском городе Кишварде. Окончил начальную и среднюю школы в селе Феньешлитке (медье Сабольч-Сатмар-Берег). Высшее образование получил в Университета города Мишкольц, на факультете гуманитарных наук по специальности философ.
Начал заниматься музыкой довольно рано, но изначально не ставил перед собою серьёзных целей, просто развлекая сестру и родителей. Например, извлекал звуки из компьютерных игр, делая из них смешные ремиксы. Будучи студентом, увлёкся игрой на банджо. Позднее стал вокалистом группы «Мой подарок для тебя» (англ. My Gift To You). Наибольшего успеха группа добилась с песней Csókolom. Постепенно Алекс добился известности как автор и исполнитель психоделических-построковых обработок и ремиксов. В 2012 году ByeAlex начал сольную карьеру под своим именем.
Самой известной песней Алекса остаётся Csókolom. В марте 2013 года сумел добиться успеха в ходе венгерского национального отбора конкурса песни «Евровидение 2013» с песней «Любимая» (венг. Kedvesem), написанной Алексом Марта совместно с Золтаном Ковачем Паласти и венгерской группой «Zoohacker» специально для участия в конкурсе.
16 мая 2013 года с песней «Любимая» выступил во втором полуфинале конкурса песни «Евровидение-2013», по итогам которого прошёл в финал конкурса. 18 мая принял участие в финальной части под 17 номером. Набрав в общей сложности 84 очка в 15 из 39 стран-участниц, ByeAlex занял 10-е место. Больше всего очков Алекс получил в Германии (1-е место, 12 баллов), Швейцарии и Финляндии (2-е место, по 10 баллов) и Албании (3-е место, 8 баллов). 10-е место ByeAlex является третьим достижением венгерских исполнителей за всю историю участия страны в конкурсах песни «Евровидения» и лучшим начиная с 1995 года.

## Дискография

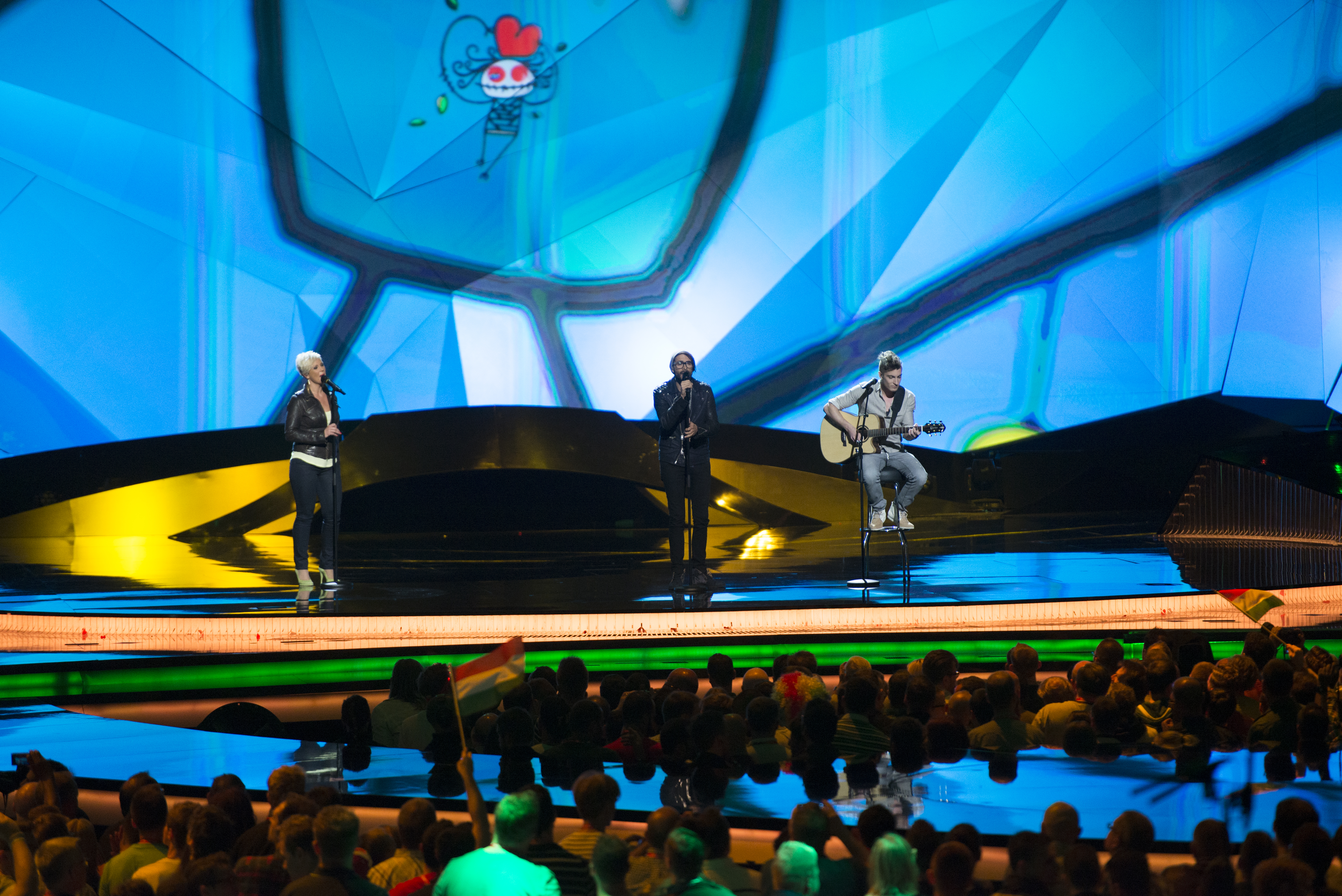
Евровидение 2013

### Альбомы
- 2013 — Szörpoholista
- 2017 — Szív(sz)Kill

### Синглы
- 2012 — «Láttamoztam»
- 2012 — «Csókolom»
- 2012 — «Messziről»
- 2012 — «Kedvesem»
- 2012 — «Kedvesem» (Zoohacker Remix)
- 2013 — «Nekemte»
- 2013 — «Messziről»
- 2013 — «Hé Budapest»
- 2015 — «Fekete»
- 2015 — «Apám sírjánál»
- 2015 — «Még mindig…»
- 2016 — «Nehéz vagyok»
- 2016 — «Részeg»
- 2017 — «Bababo»
- 2017 — «Az vagyok»
- 2017 — «U,u, u (Senkise x Majka)»

### Дуэты
- 2012 — «Te vagy» (совместно с John the Valiant)
- 2013 — «Bocs, hogy» (совместно с Ív)
- 2013 — «Játék» (совместно с Soerii & Poolek)